# Lac Dóxa
 (signalé en mai 2025).
Si vous disposez d'ouvrages ou d'articles de référence ou si vous connaissez des sites web de qualité traitant du thème abordé ici, merci de compléter l'article en donnant les références utiles à sa vérifiabilité et en les liant à la section « Notes et références ».
- Archive Wikiwix
- Bing
- Cairn
- DuckDuckGo
- E. Universalis
- Gallica
- Google
- G. Books
- G. News
- G. Scholar
- Persée
- Qwant
- (zh) Baidu
- (ru) Yandex
- (wd) trouver des œuvres sur Wikidata

Le lac Dóxa, en grec moderne : Λίμνη Δόξα / Límni Dóxa, est un lac artificiel du district régional de Corinthie, dans le Péloponnèse en Grèce. 
Il résulte de la construction d'un barrage sur la rivière Dóxa, commencé à la fin des années 1990. Il est situé à une altitude de 900 mètres, dans la région de Feneós, en Corinthie, sur les contreforts des monts Pendélia (el) et Chelmós, près des localités de Feneós et Panórama (el), à une courte distance du monastère de Saint-Georges et à huit ou dix kilomètres de Goúra par la route. Le lac est inclus dans le parc national de Chelmós-Vouraïkós depuis 2009.